# Пламъчко и машините
„Пламъчко и машините“ (на английски: Blaze and the Monster Machines) е американски сериал, компютърна анимация, който е излъчен премиерно по „Никелодеон“ на 13 октомври 2014 г.

## Актьорски състав
- Нолан Норт – Блейз
- Кевин Майкъл Ричардсън – Кръшър, Гюс
- Нат Факсън – Пикъл
- Сунил Махотра – Страйпс
- Кейт Хигинс – Старла, Соколът Скайлър
- Александър Полински – Дарингтън
- Джеймс Патрик Стюарт – Зег
- Мелани Миничино – Уотс
- Джеф Бенет – Бъмп Бъмпърман
- Дий Брадли Бейкър – Животни, изобретенията на Кръшър
- Нат Факсън – Джо
- Фред Таташор – Гаскуач
- Дейвид Шатроу – Свупс
- Кийт Фъргюсън – Спийдрик
- Даника Патрик – Рали
- Чейз Елиът – Марк Сет-гоу
- Джими Джонсън – Даш
- Кейси Кахни – Фендър
- Грей Грифин – Беки Чекърфлаг
- Иън Джеймс Корлет – Свинята Снаут
- Тревър Девал – Свинята Уортимър
- Джес Харнел – Слонът Бънк

## Продукция
Първият сезон се състои от 20 епизода. На 15 юни 2015 г. сериалът е подновен за трети сезон, който е излъчен премиерно на 10 октомври 2016 г. На 21 юни 2016 г. е подновен за четвърти сезон, който е излъчен премиерно на 26 март 2018 г. На 22 май 2018 г. подновен за пети сезон, който е излъчен премиерно на 16 август 2019 г. На 19 февруари 2019 г. е подновен за шести сезон, който е излъчен премиерно на 18 декември 2020 г. На 9 август 2021 г. Чарли Адлър, гласовият режисьор на сериала, съобщава, че сериалът е подновен за седми сезон, в който по-късно става ясно, че ще има 26 епизода.

## В България
В България сериалът започва излъчване по „Никелодеон“ през 2015 г., както и по „Ник Джуниър“.
Сериалът също е достъпен в стрийминг платформата SkyShowtime.

### Нахсинхронен дублаж
Дублажът е нахсинхронен в студио „Александра Аудио“ до трети сезон, а после се премества в студио „Про Филмс“ от четвърти сезон.
| Роля          | Изпълнител |
| ------------- | --- |
| Пламъчко      | Росен Русев |
| Крашър        | Константин Лунгов |
| Ей Джей       | Андрей Йорданов Давид Торосян |
| Пикъл         | Цвети Пеняшки |
| Габи          | Цветелина Николова |
| Други гласове | Георги-Маноел Димитров Дайяна Димитрова Даниела Тенева Момчил Степанов Петър Калчев Татяна Етимова Теодор Христов Цветозар Христов |

| Пост                 | Име                                                        |
| -------------------- | ---------------------------------------------------------- |
| Музикален режисьор   | Сандра Петрова                                             |
| Преводачи            | Йоанна Йорданова (Александра Аудио) Елица Вите (Про Филмс) |
| Тонрежисьори         | Пламен Чернев (Александра Аудио) Иво Димитров (Про Филмс)  |
| Режисьори на дублажа | Катерина Илкова (Александра Аудио) Сотир Мелев (Про Филмс) |